# (3538) Nelsonia
(3538) Nelsonia (6548 P-L) – planetoida z pasa głównego asteroid okrążająca Słońce w ciągu 4,3 lat w średniej odległości 2,64 j.a. Odkryta 24 września 1960 roku.